# Gare du Grand Tronc (Oxford, ME)
La Gare du Grand Tronc est une gare ferroviaire des États-Unis, située à Oxford dans l'État du Maine.
Elle est mise en service en 1853 et fermée en 1965.

## Histoire
La station a été construite en 1883 par le chemin de fer du Grand Tronc reliant Oxford à Montréal et Portland, Maine. Le village se est développé surtout après l'arrivée de la Chemin de fer Saint-Laurent & Atlantique vers la fin de 1840. Le chemin de fer a ouvert le village à plusieurs entreprises commerciales entre  Portland et Montréal.
Le chemin de fer traversait le milieu de la ville, dans la même ligne générale avec la rivière, et disposait d'une station (Oxford Depot) à une courte distance au sud du centre.